# Олійник Ольга Борисівна
Ольга Борисівна Олійник — український учений-філолог. Доктор філологічних наук, професор. Академік АН ВШ України з 1994 р.

## З життєпису
Народилася 5 грудня 1960 р. У 1983 р. закінчила філологічний, а в 2001 р. і юридичний факультет КНУ ім. Т. Шевченка. Викладала в Київському вищому танковому інженерному училищі, Київському педагогічному інституті ім. М. Горького, Харківській державній академії залізничного транспорту, Київському військовому гуманітарному інституті, Національній академії внутрішніх справ України, Київській державній академії водного транспорту, Київському національному університеті ім. Т. Шевченка. Нині — ректор Міжгалузевого інституту управління МОН України.
Наукові інтереси: юридична риторика.
Автор та співавтор понад 300 статей, посібників та підручників. За її книгами вивчають українську мову в загальноосвітніх школах.
Лауреат Нагороди Ярослава Мудрого АН ВШ України (1998). Відмінник освіти України, Заслужений працівник освіти України. Номінант міжнародної премії «Людина року-2000».

## Підручники
- Культура мовлення Навчальний посібник 2008 р.